# Рамановское рассеяние света в графене
Рамановское рассеяние света в графене (комбинационное рассеяние света) — неупругое рассеяние света в графене сопровождаемое заметным сдвигом частоты излучения, которое используется для определения свойств материала таких как толщина, наличие дефектов, концентрации носителей тока. Эффект Рамана главным образом зависит от фононного спектра материала.
Рамановский спектр при использовании зелёного лазера в графене характеризуется наличием двух наиболее заметных пиков связанных с наличие C—C связей, который наблюдается в разных углеродных материалах, называемый G- пиком и 2D-пик, который связан с наличием гексагональных углеродных циклов. При наличии дефектов в графене рамановское рассение можно использовать для определения качества материала по амплитуде D-пика.

## G-пик

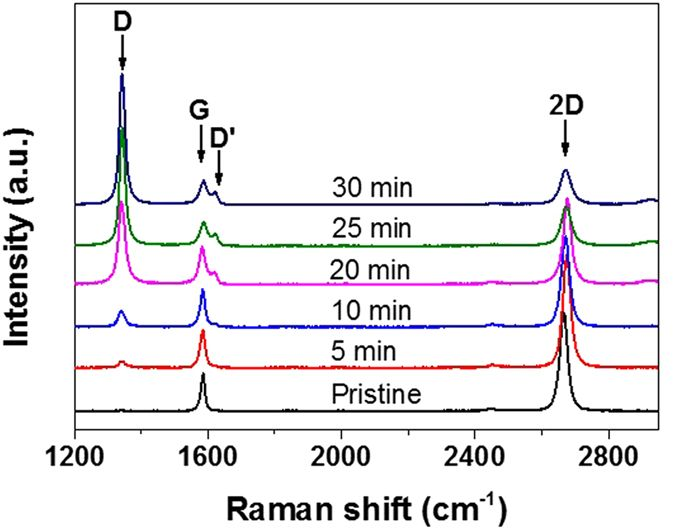
Рамановский спектр чистого графена (нижний график) и графена, подвергнувшегося химическому воздействию, которое приводит к образованию дефектов (чем выше график, тем дольше воздействие). Видно, как с ростом количества дефектов проявляется D-пик.

G-пик расположен в районе 1580 см-1 рамановского сдвига. Этот пик наблюдается в различных соединениях углерода, таких как аморфный углерод, стеклоуглерод, уголь, графит, а также у углеродных плёнках полученных методами распыления и напыления. Этот пик относится к фононной моде с симметрией E2g.

## 2D-пик
2D-пик расположен в районе 2700 см-1 рамановского сдвига. 

## D-пик
D-пик расположен в районе 1350 см−1 рамановского сдвига. В присутствии дефектов включая края кристалла этот пик с симметрией A1g характеризует их количество. В идеальном кристалле он отсутствует из-за сохранения импульса. В поликристаллических образцах амплитуда этого пика может быть больше амплитуды G-пика из-за наличия множества дефектов на границах кристаллов. Отношение амплитуд D-пика и G-пика используют для определения размеров кристаллических областей.

## Сноски
1. ↑  Katsnelson, 2012, с. 238.
2. ↑  A. C. Ferrari, J. C. Meyer, V. Scardaci, C. Casiraghi, M. Lazzeri, F. Mauri, S. Piscanec, D. Jiang, K. S. Novoselov, S. Roth, and A. K. Geim. Рамановский свектр графена и графеновых слоёв // Phys. Rev. Lett.. — 2006. — Т. 97. — С. 187401. — doi:10.1103/PhysRevLett.97.187401. — arXiv:cond-mat/0606284. Архивировано 28 марта 2019 года.
3. ↑  J. Robertson. Аморфный углерод // Advances in Physics. — 1986. — Т. 35. — С. 317—374. — doi:10.1080/00018738600101911. Архивировано 7 февраля 2022 года.
4. ↑  Robertson, 1986, с. 331.
5. ↑  Robertson, 1986, с. 332.
6. ↑  A. C. Ferrari and J. Robertson. Интерпретация рамановских спектров дефектного и аморфного углерода // Phys. Rev. B. — 2000. — Т. 61. — С. 14095—14107. — doi:10.1103/PhysRevB.61.14095. Архивировано 17 июля 2020 года.